# Ōmori (Akita)
Ōmori (jap. 大森町 Ōmori-machi) – dawniej miasteczko (machi), a współcześnie część miasta Yokote w północnej Japonii, na wyspie Honsiu w prefekturze Akita.
Ōmori leży na zachodnim brzegu rzeki Omono-gawa.
Na terenie Ōmori znajdują się m.in. szkoła podstawowa oraz szpital.

## Historia
1 kwietnia 1955 roku do Ōmori włączono wieś Yasawagi, a 25 stycznia 1956 wieś Kawanishi. 1 kwietnia 1958 częścią Ōmori stała się również dzielnica Kawasakabe, należąca wcześniej do wsi Ōuchi. 1 października 2005 roku Ōmori wraz z Omonogawą, Masudą, Hiraką, Jūmonji, Sannai i Taiyū utworzyły miasto Yokote.

## Podział
W obrębie Ōmori wyróżnia się osiedla: Mochimukai, Montenkagamida, Sugota, Nishino, Machmawari, Sado, Nishinakajima, Kubo, Nakajima, Mashida, Shinzan, Yunosawa, Takanonakajima, Chosukemaki, Hongoshitanakajima, Dojonuma i Ushigasawa. Poza Ōmori-machi znajdują się nawiązujące nazwą Ōmorimachi Saruta i Ōmorimachi Tokamachi.